# Teolo
Teolo ist eine nordostitalienische Gemeinde (comune) mit 8929 Einwohnern (Stand 31. Dezember 2023) in der Provinz Padua in Venetien. Die Gemeinde liegt etwa 17 Kilometer südwestlich von Padua im Parco regionale dei Colli Euganei am Rocca Pendice. Der Verwaltungssitz der Gemeinde befindet sich im Ortsteil Treponti.

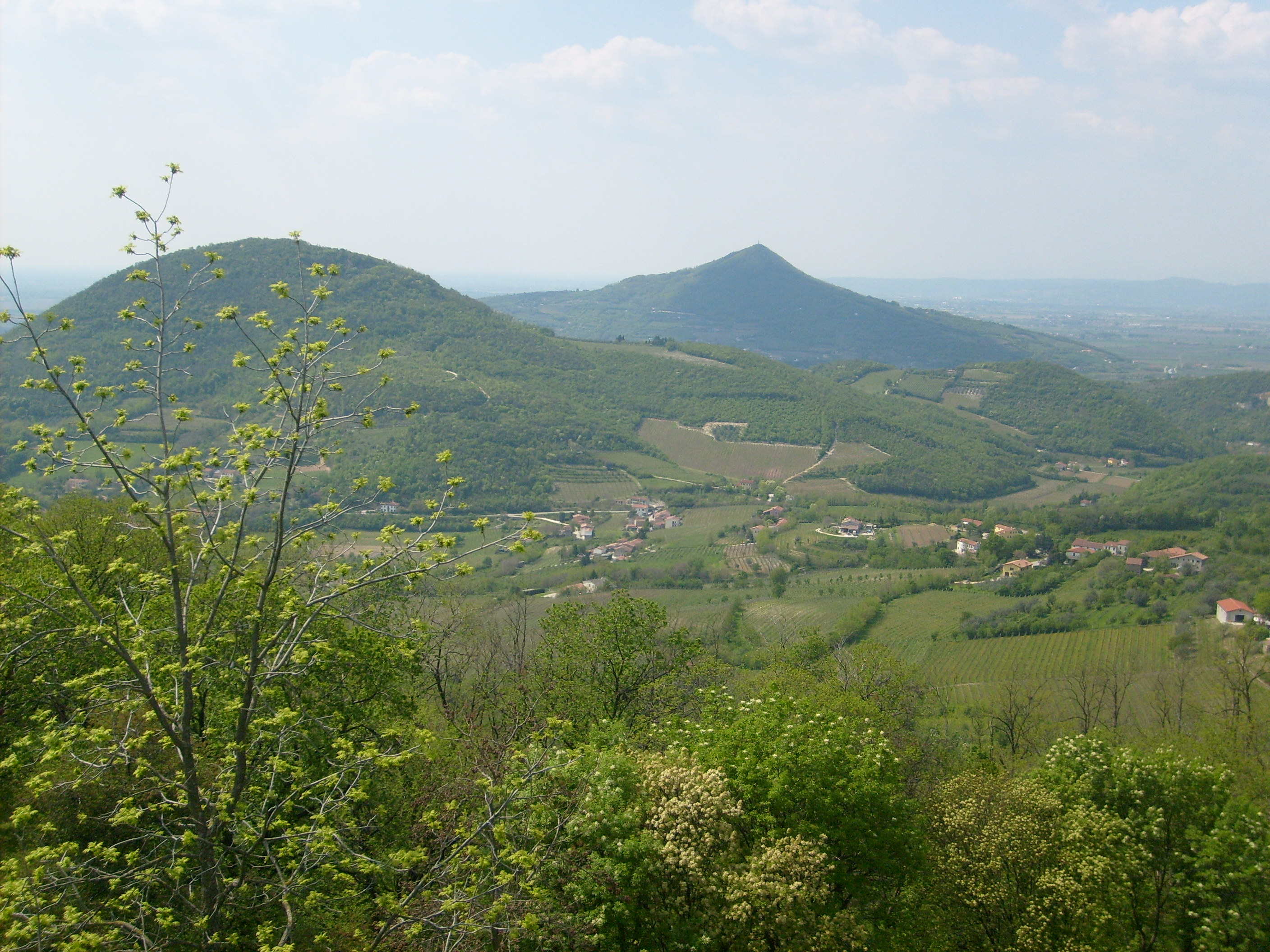
Euganeische Hügel in der Nähe von Teolo

## Geschichte
Aus dem 11. Jahrhundert stammt die Abtei von Praglia (Abbazia di Praglia), eine Benediktinerabtei in den Colli Euganei. Die Ortschaft Teolo mag aber auf einen römischen Posten aus dem zweiten vorchristlichen Jahrhundert zurückgehen.

## Persönlichkeiten
- Salvatore Morale (* 1938), Leichtathlet (Europameister über 400 m Hürden)
- Giampaolo Dianin (* 1962), römisch-katholischer Geistlicher, Bischof von Chioggia